# Pineda de la Sierra (kommunhuvudort)
Pineda de la Sierra är en kommunhuvudort i Spanien.   Den ligger i provinsen Provincia de Burgos och regionen Kastilien och Leon, i den norra delen av landet, 200 km norr om huvudstaden Madrid. Pineda de la Sierra ligger 1 211 meter över havet och antalet invånare är 126.
Terrängen runt Pineda de la Sierra är kuperad.  Trakten runt Pineda de la Sierra är nära nog obefolkad, med mindre än två invånare per kvadratkilometer. Närmaste större samhälle är Pradoluengo, 14,4 km nordost om Pineda de la Sierra. I omgivningarna runt Pineda de la Sierra växer i huvudsak blandskog.